# HD 92145
HD 92145 ist ein Unterriese im Sternbild Carina in knapp 2000 Lichtjahren Entfernung. Er ist ein Vordergrundstern der auf den «Rand» des jungen Sternhaufens NGC 3324 im Carinanebel projiziert erscheint. Als Einzelobjekt ist der Stern von keinerlei wissenschaftlichem Interesse und besitzt keine Relevanz.